# Swaefbert z Esseksu
Swaefbert z Esseksu (Swæfberht, data urodzenia nieznana, zm. 738) – jeden z władców Królestwa Essex. Współrządził królestwem wraz ze swym kuzynem Seleredem w latach 715-738. Nie jest jasne, na jakich zasadach obaj władcy współrządzili, ani nawet czy panowali razem, czy też kolejno po sobie.